# Bảo tàng Văn học và In ấn
Bảo tàng Văn học và In ấn (tiếng Ba Lan: Muzeum Piśmiennictwa i Drukarstwa) là một bảo tàng tọa lạc tại số 31 phố Szkolna, làng Grębocin, xã Lubicz, huyện Toruński, tỉnh Kujawsko-Pomorskie, Ba Lan. Hoạt động của bảo tàng tập trung vào việc thu thập các hiện vật có liên quan đến chữ viết, giấy và in ấn của châu Âu và châu Á.

## Lịch sử
Bảo tàng được thành lập vào năm 2004. Tòa nhà trụ sở của bảo tàng trước đây từng là một nhà thờ. Các Hiệp sĩ Teutonic đã xây lên nhà thờ này vào thời Trung cổ, cụ thể là vào thế kỷ 13. Vào thế kỷ 16, nhà thờ do giáo hội Tin lành tiếp quản. Trong thập niên 1920, tòa nhà bị tước bỏ chức năng tôn giáo, vào năm 1930, tòa nhà lịch sử này được đưa vào danh sách các di tích.
Sau Chiến tranh thế giới thứ hai, tòa nhà bị hư hại nghiêm trọng. Vào năm 1998, tòa nhà trở thành tài sản của tư nhân. Đồng chủ sở hữu của di tích là Dariusz Subocz đã tiến hành một công cuộc cải tạo, bảo tồn và tái thiết để chuyển đổi tòa nhà trở nên trụ sở của Bảo tàng Văn học và In ấn. Nhờ những nỗ lực này, một cuộc triển lãm đã được tổ chức bên trong tòa nhà của nhà thờ cũ.